# アンリ・デジレ・ゴーキェ
アンリ・デジレ・ゴーキェ（Henri Désiré Gauquié、1858年10月22日 - 1927年8月19日）はフランスの彫刻家である。

## 略歴
ノール県のフレール＝レ＝リール(Flers-lez-Lille)で生まれた。ノール県のヴァランシエンヌの美術学校(École supérieure d'art et de design de Valenciennes)でルネ・ファッシュ(René Fache: 1816-1891)に学んだ。ノール県の奨学金を得て、パリで修行を続け、パリ国立高等美術学校でピエール＝ジュール・カヴァリエに学んだ。
1886年にコンクールで3等のメダルを受賞し、フラン教育省から旅行奨学金を得て、作品はロット＝エ＝ガロンヌ県のアジャン美術館に買い上げられた。1年間、イタリアやベルギーで修行し、帰国した。1890年のパリのサロンで2等のメダルを受賞した。この時の作品はヴァランシエンヌのドデンヌ公園(parc de la Dodenne)に設置された（この青銅像は第一次世界大戦中にノール県の大部分がドイツに占領された時期に、占領地域の他の多くの銅像とともに、ドイツ軍に接収され溶かされてしまった）。1895年のサロンで、現在、ウジェーヌ・ルロワ美術館(MUba Eugène Leroy)に収蔵されている大理石像で1等のメダルを受賞した。
1901年にレジオンドヌール勲章（シュヴァリエ）を受勲した。
いくつかの公共施設の装飾彫刻や、モニュメントをコンペで選ばれて制作した。1927年にイヴリーヌ県のモンフォール＝ラモーリーで没した。

## 作品

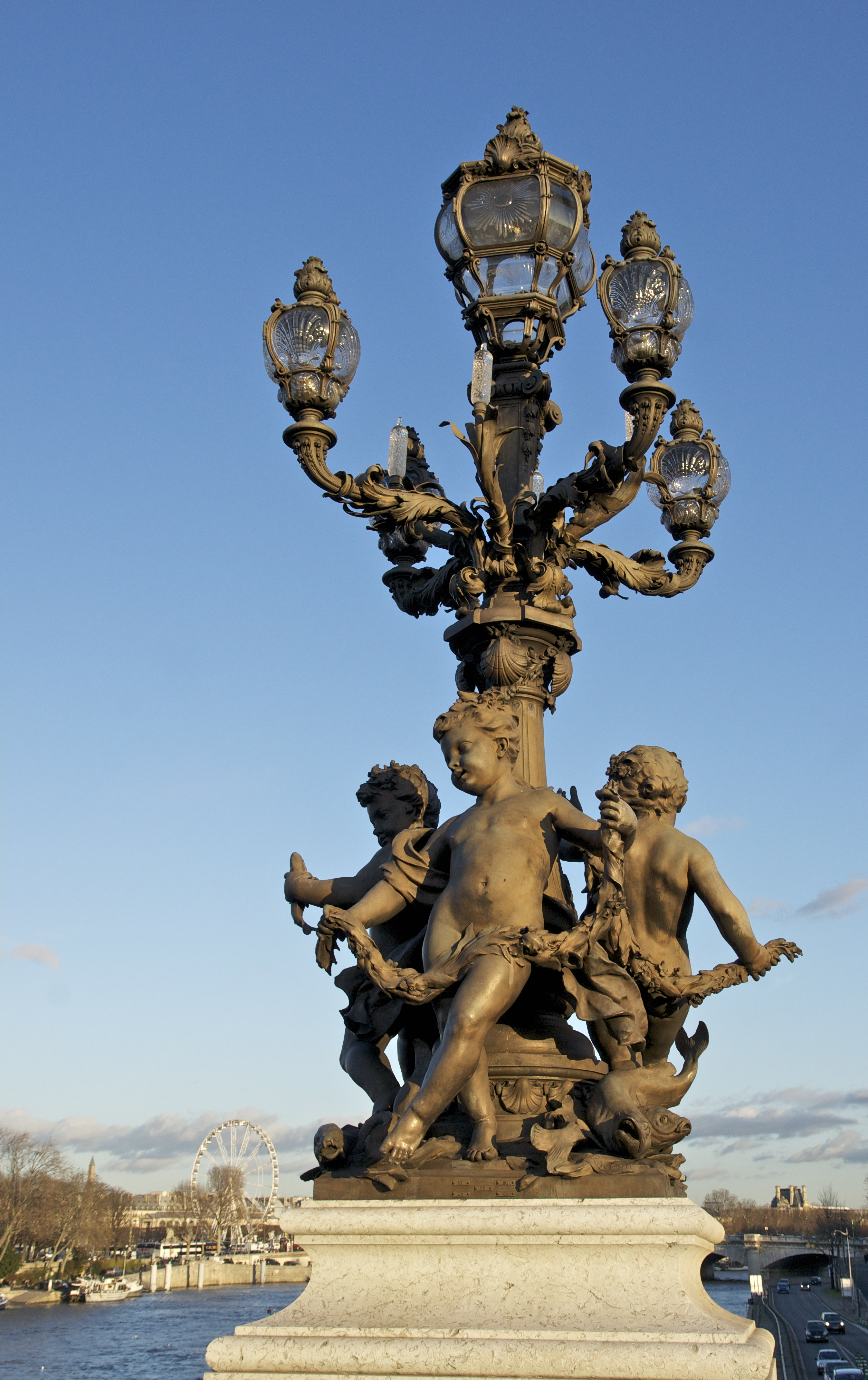
パリ、アレクサンドル3世橋の街灯の装飾
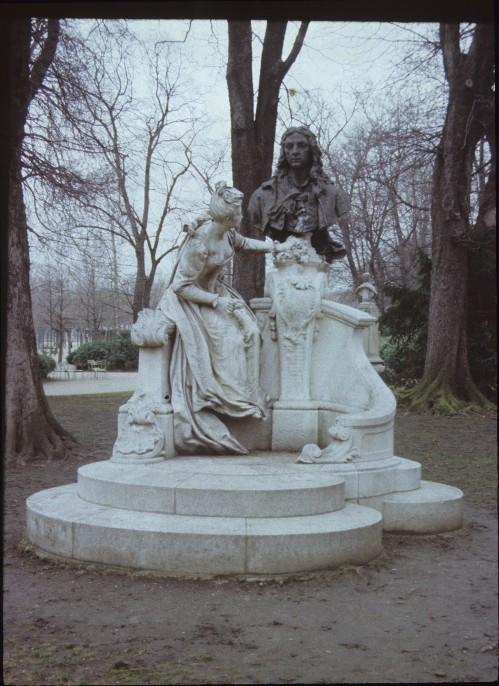
リュクサンブール公園のアントワーヌ・ヴァトーのモニュメント
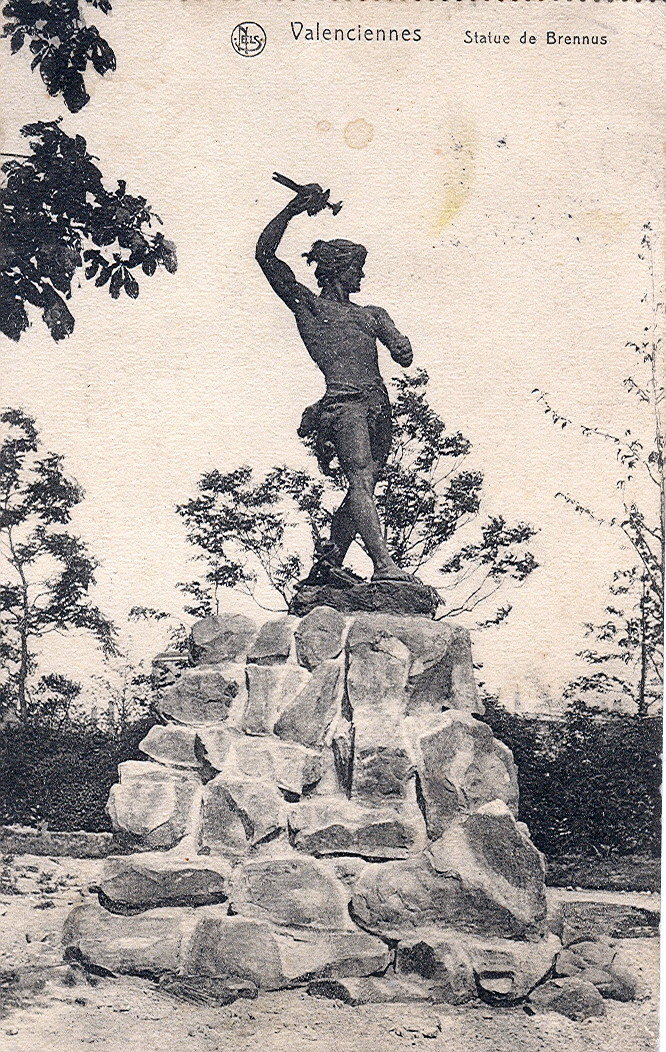
ヴァランシエンヌのブレンヌス像(ドイツ占領下に撤去)
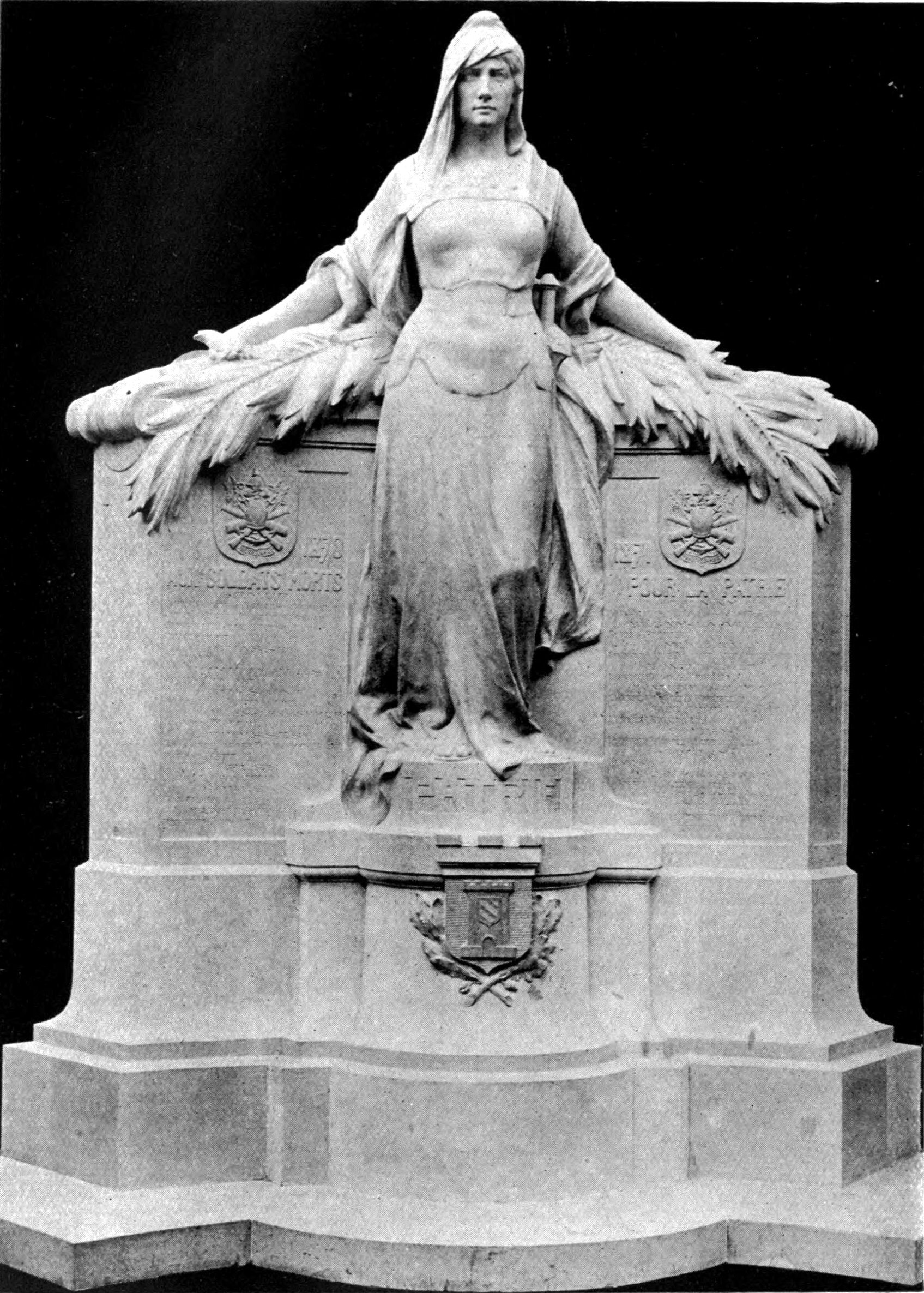
スミュール＝アン＝ノーソワの兵士の記念碑(1908)